# Mistrovství světa v cyklokrosu žen do 23 let
Mistrovství světa v cyklokrosu žen do 23 let se koná od r. 2016 v rámci Mistrovství světa v cyklokrosu.

## Přehled
| Rok  | Místo       | Zlato                    | Stříbro                    | Bronz                      |
| 2016 | Belgie      | Evie Richards            | Nikola Nosková             | Maud Kaptheijns            |
| 2017 | Lucembursko | Annemarie Worst          | Ellen Noble                | Evie Richards              |
| 2018 | Nizozemsko  | Evie Richardsová         | Ceylin del Carmen Alvarado | Nadja Heigl                |
| 2019 | Dánsko      | Inge van der Heijden     | Fleur Nagengast            | Ceylin Del Carmen Alvarado |
| 2020 | Švýcarsko   | Marion Norbert Riberolle | Kata Blanka Vas            | Anna Kay                   |
| 2021 | Belgie      | Fem van Empel            | Anniek van Alphen          | Kata Blanka Vas            |
| 2022 | USA         | Puck Pieterse            | Shirin van Anrooij         | Fem van Empel              |
| 2023 | Nizozemsko  | Shirin van Anrooij       | Zoe Backstadt              | Kristýna Zemanová          |
| 2024 | Česko       | Zoe Bäckstedt            | Kristýna Zemanová          | Leonie Bentveld            |
| 2025 | Francie     | Zoe Bäckstedt            | Marie Schreiber            | Leonie Bentveld            |

## Medaile
| Poř.                | Stát                | Zlato | Stříbro | Bronz | celkem |
| 1.                  | Nizozemsko          | 5     | 4       | 5     | 14     |
| 2.                  | Velká Británie      | 4     | 1       | 2     | 7      |
| 3.                  | Francie             | 1     | 0       | 0     | 1      |
| 4.                  | Česko               | 0     | 2       | 1     | 3      |
| 5.                  | Maďarsko            | 0     | 1       | 1     | 2      |
| 6.                  | USA                 | 0     | 1       | 0     | 1      |
| 7.                  | Lucembursko         | 0     | 1       | 0     | 1      |
| 8.                  | Rakousko            | 0     | 0       | 1     | 1      |
| Celkem (po MS 2025) | Celkem (po MS 2025) | 10    | 10      | 10    | 30     |